# Покрајина Сарагоса
Покрајина Сарагоса (шп. Provincia de Zaragoza) је покрајина Шпаније у аутономној заједници Арагон. Главни град је Сарагоса, који је уједно и главни град аутономне заједнице. Остали градови у провинцији су Ла Алмунија де Доња Година, Борха, Калатајуд, Каспе, Ејеа де лос Кабаљерос, Таразона и Утебо.
Његова површина је 17.274 км², што је чини четвртом по величини провинцијом по површини. Године 2018. је његова популација била 954.811, што је чини нешто више од 72% целокупног становништва Арагона: скоро 75% њих живело је у престоници. Густина насељености била је 51/км². Садржи 292 општине, од којих су више од половине села са мање од триста становника.
Главни језик у целој покрајини је шпански (са званичним статусом), иако се каталонски говори у најисточнијем делу (Мекуиненса).

## Географија
Сарагоса се граничи са покрајинама Љеида, Тарагона, Теруел, Гвадалахара, Сорија, Риоха, Навара и Уеска. Јужна и западна страна провинције се налази у планинском подручју Система Иберико и обухвата њену највишу тачку, Монкај, док северни крај досеже Пред-Пиренеје. Река Ебро пролази покрајином од запада ка истоку.

## Жупаније
Жупаније у покрајини Сарагоса:
| Бр. | Назив                             | Капитал                   |
| --- | --------------------------------- | ------------------------- |
| 5   | Cinco Villas                      | Ejea de los Caballeros    |
| 12  | Tarazona y el Moncayo             | Tarazona                  |
| 13  | Campo de Borja                    | Borja                     |
| 14  | Aranda                            | Illueca                   |
| 15  | Ribera Alta del Ebro              | Alagón                    |
| 16  | Valdejalón                        | La Almunia de Doña Godina |
| 17  | Zaragoza                          | Zaragoza                  |
| 18  | Ribera Baja del Ebro              | Quinto                    |
| 19  | Bajo Aragón-Caspe/Baix Aragó-Casp | Caspe                     |
| 20  | Comunidad de Calatayud            | Calatayud                 |
| 21  | Campo de Cariñena                 | Cariñena                  |
| 22  | Campo de Belchite                 | Belchite                  |
| 24  | Campo de Daroca                   | Daroca                    |

Следеће жупаније које имају главни град у провинцији Уеска укључују општинске термине у провинцији Сарагоса:
- Bajo Cinca: Мекуиненса.
- Hoya de Huesca: Murillo de Gállego и Santa Eulalia de Gállego.
- La Jacetania: Artieda, Mianos, Salvatierra de Esca и Sigüés.
- Monegros: La Almolda, Bujaraloz, Farlete, Leciñena, Monegrillo и Perdiguera.

## Популација
Историјска популација је дата у следећем графикону:
- Река Ебро у граду Сарагоса са Базиликом госпе од Пилара на десној страни.
- Масив Монкајо гледан из Таразоне.